# Белая (приток Мелечи)
Белая — река в Весьегонском, Сандовском и Молоковском районах Тверской области, левый приток реки Мелеча (бассейн Волги).
Длина — 54 км, площадь водосборного бассейна — 356 км².
Основной приток — левый, река Десна (31 км).
Река течёт преимущественно в южном направлении. На реке (и вблизи неё) расположены населённые пункты Арханское, Медово, Кузнецково и другие. Напротив устья располагался погост Белый (Белое).

## Данные водного реестра
В государственном водном реестре России относится к Верхневолжскому бассейновому округу, водохозяйственный участок реки — Молога от истока до устья, речной подбассейн реки — Реки бассейна Рыбинского водохранилища. Речной бассейн реки — (Верхняя) Волга до Куйбышевского водохранилища (без бассейна Оки).
Код объекта в государственном водном реестре — 08010200112110000005453.